# Alimadtli
Alimadtli är en ort i Azerbajdzjan.   Den ligger i distriktet Xanlar Rayonu, i den västra delen av landet, 300 kilometer väster om huvudstaden Baku. Alimadtli ligger 294 meter över havet och antalet invånare är 321.
Terrängen runt Alimadtli är huvudsakligen platt, men åt sydväst är den kuperad. Runt Alimadtli är det mycket tätbefolkat, med 2 521 invånare per kvadratkilometer.. Närmaste större samhälle är Ganja, 9,8 kilometer söder om Alimadtli.
Trakten runt Alimadtli består till största delen av jordbruksmark.